# اسطوخودوس (فیلم ۲۰۱۶)
اسطوخودوس (به انگلیسی: Lavender) فیلمی محصول سال ۲۰۱۶ و به کارگردانی اد گاس دانلی است. در این فیلم بازیگرانی همچون ابی کورنیش، درموت مالرونی، جاستین لانگ، دیگو کِلَـتِنهاف، پیتن کندی و لولا فلانری ایفای نقش کرده‌اند.